# 大釈迦駅
大釈迦駅（だいしゃかえき）は、青森県青森市浪岡大字大釈迦字前田にある、東日本旅客鉄道（JR東日本）奥羽本線の駅である。

## 歴史
かつては、駅前にあった伊藤酒店において乗車券を発売（簡易委託）していたが、2010年（平成22年）3月31日をもって簡易委託を終了し、乗車券の販売は取り止めとなった。

### 年表
- 1894年（明治27年）12月1日：官設鉄道（国鉄）の駅として南津軽郡大杉村に開業[2][3]。
- 1970年（昭和45年）10月1日：貨物の取り扱いを廃止[3]。
- 1971年（昭和46年）10月1日：荷物の扱いを廃止[4]。無人化[5]。ただし、翌年3月31日までは（日曜・祝日を除く）6時から15時半まで旅客扱い要員を1名配置する[6]。
- 1981年（昭和56年）暮れ：海上コンテナを改造した駅舎に改築される[7]。
- 1987年（昭和62年）4月1日：国鉄分割民営化により、東日本旅客鉄道の駅となる[3]。
- 2007年（平成19年）7月20日：新駅舎の使用を開始[2]。同時にお手洗いが撤去される。
- 2010年（平成22年）
  - 3月31日：簡易委託終了。
  - 4月1日：浪岡駅から弘前駅に管理駅が変更となる。
- 2023年（令和5年）5月27日：ICカード「Suica」の利用が可能となる[8][9]。
- 2024年（令和6年）10月1日：えきねっとQチケのサービスを開始[1][10]。

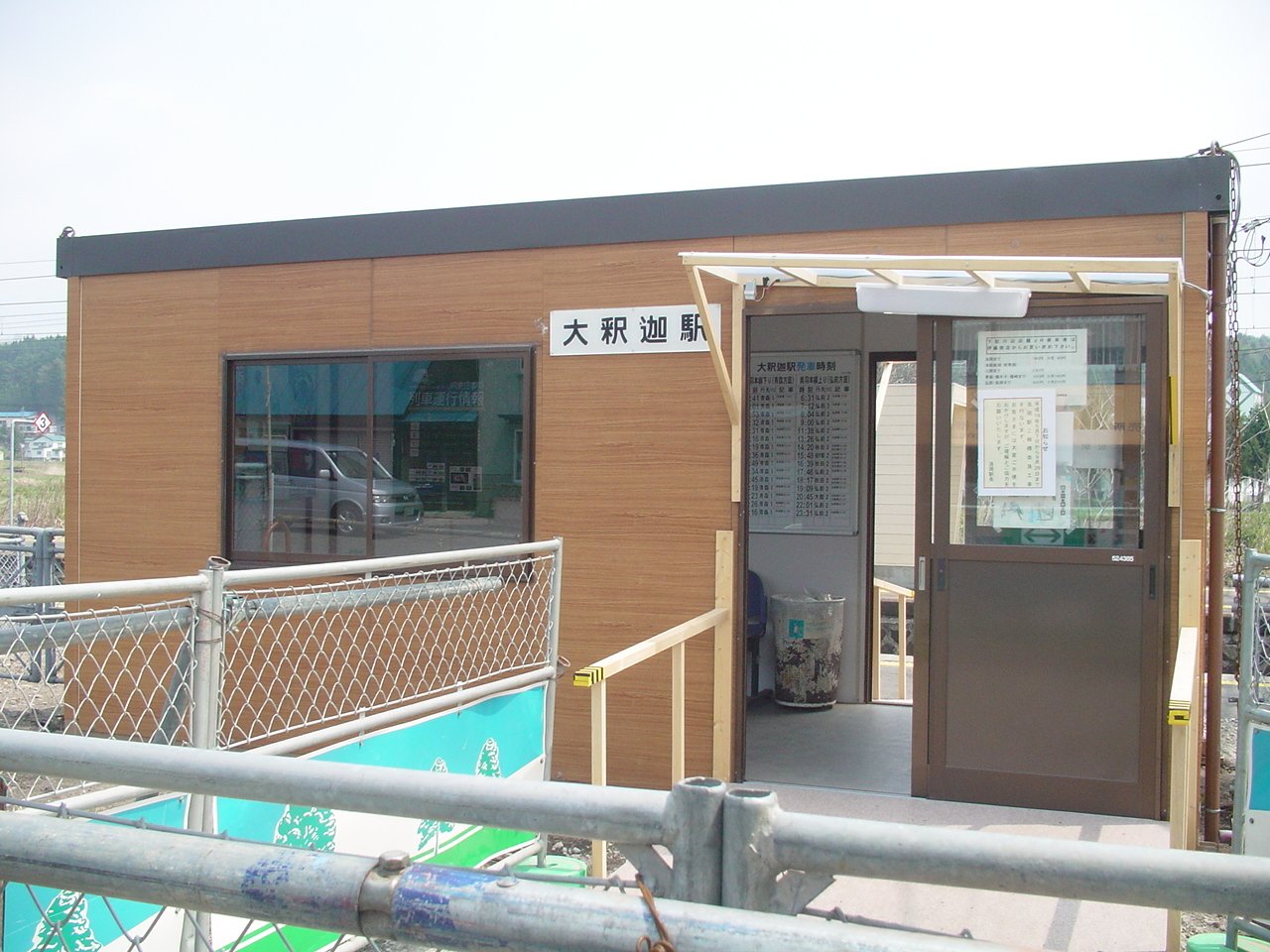
仮駅舎（2007年5月）
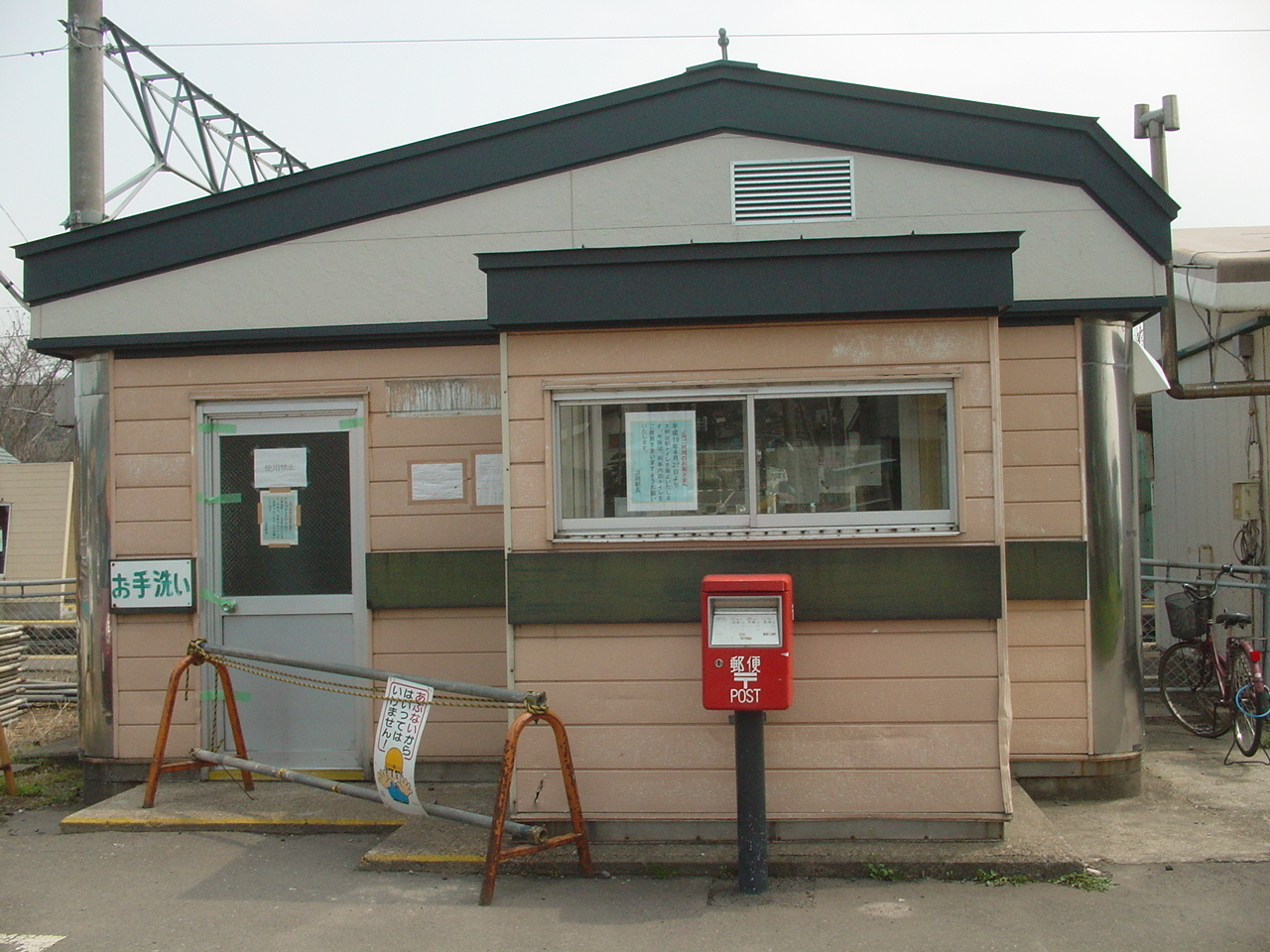
旧駅舎（2007年5月）

## 駅構造
単式ホーム1面1線と島式ホーム1面2線、計2面3線のホームを有する地上駅である。互いのホームは跨線橋で連絡している。駅舎は寺院をイメージしたものが使用されている。
弘前統括センター（弘前駅）管理の無人駅で、簡易Suica改札機が設置されている。なお、自動券売機や乗車駅証明書発行機は設置されていない。

### のりば
| 番線 | 路線      | 方向 | 行先             |
| ---- | --------- | ---- | ---------------- |
| 1    | ■奥羽本線 | 下り | 新青森・青森方面 |
| 2・3 | ■奥羽本線 | 上り | 川部・弘前方面   |

- 3番線は上下共用の待避線であり、両方向の発着に対応している。

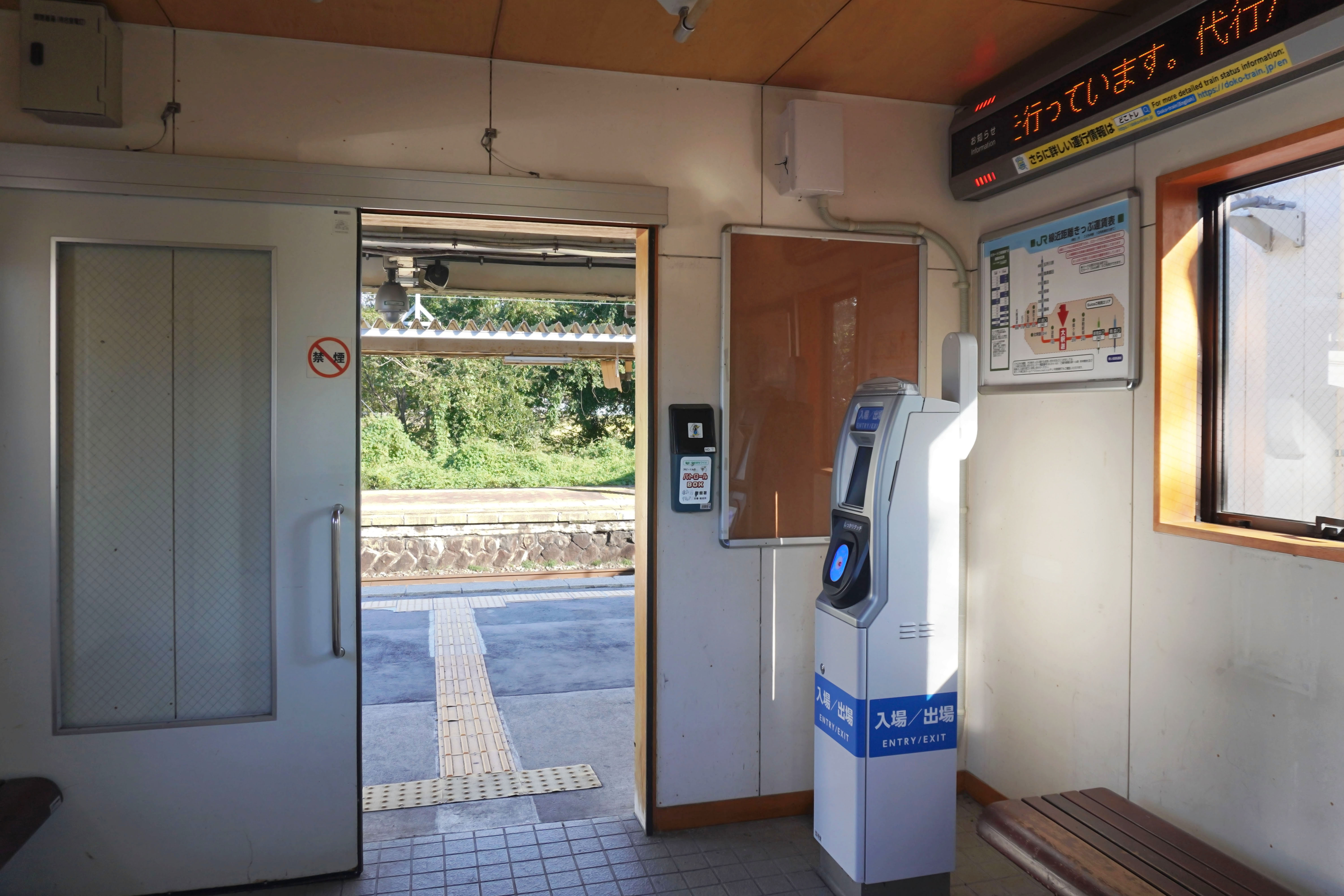
駅舎内（2024年9月）
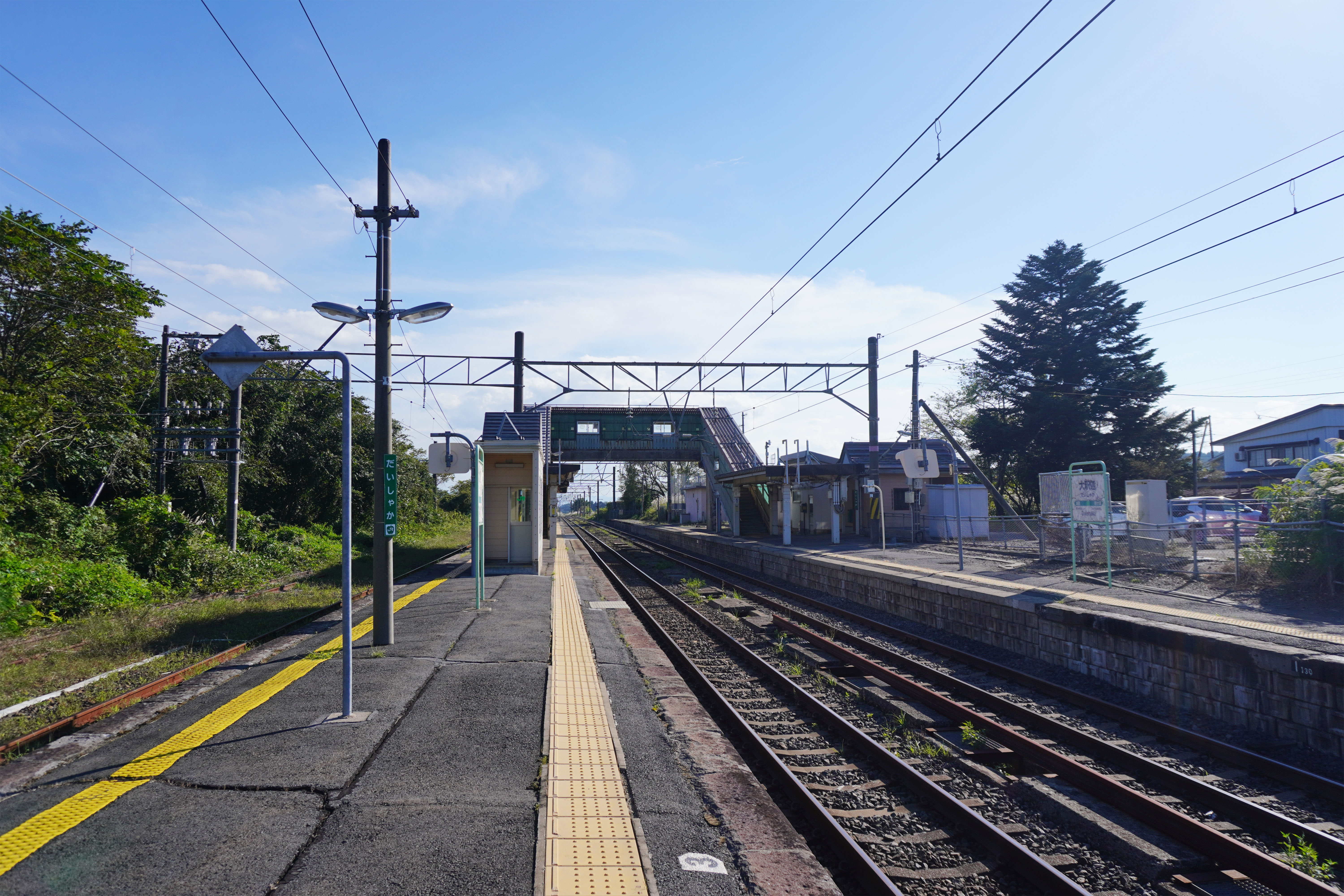
ホーム（2024年9月）

## 利用状況
- 2004年度（平成16年度）の乗車人員は1日平均85人である。2005年度（平成17年度）以降のデータからは非公開となっている[13]。

## 駅周辺
- 青森県道231号大釈迦停車場線
  - 国道7号 浪岡バイパス
  - 国道101号
- 青森県道285号浪岡藤崎線
- みちのくコカ・コーラボトリング青森工場
- 大釈迦郵便局
- 中世の里やすらぎ駐車帯
- 東北自動車道 浪岡インターチェンジ
- 梵珠山[2]

## バス路線
- 「大釈迦駅通り」停留所
  - 青森市市バス（旧:青森市営バス、運行は弘南バス青森営業所）
    - 浪岡線

  - 弘南バス
    - 五所川原 - 青森線
- 「大釈迦駅前」停留所
  - 浪岡地区コミュニティバス
    - 大釈迦線（往路のみ）

## その他
現在は普通列車のみの停車だが、1960年代（昭和35年代）ごろまでは青森発秋田行き朝の上り準急列車1本および秋田発青森行夜の下り準急列車1本が、それぞれ当駅に停車していた。

## 隣の駅
東日本旅客鉄道（JR東日本）
■奥羽本線
□快速
通過
■普通
浪岡駅 - 大釈迦駅 - 鶴ケ坂駅